# Family Remains
A Family Remains az Odaát című televíziós sorozat negyedik évadjának tizenegyedik epizódja.

## Cselekmény
Dean felfigyel egy különös esetre Nebraska környékén; egy helyi férfit, meggyilkoltak belülről bezárt házában, testét darabokra szaggatták. A fivérek így a helyszínre utaznak, ahol meglátogatják a leginkább tanyára emlékeztető épület volt takarítónőjét, akitől megtudják, az áldozat, Bill Gibson felesége évtizedekkel ezelőtt meghalt szülés közben, lánya, Rebecca pedig felakasztotta magát.
Dean és Sam átvizsgálják a házat, ám nem találnak semmit, nem tudják, mi állhat a háttérben. Kiderül, a házba még aznap este egy új, a Carter család (Brian [családfő], Susan [feleség], Ted [Susan bátyja], Danny [fiú], Kate [lány]) fog költözni, akiket ugyan a fivéreknek egy kis időre sikerül távol tartani az épülettől, azok másnap mégis berendezkednek – vesztükre. A szobák falaiban ugyanis a két gyermek szerint éjszaka egy lány bukkan fel, végül feltűnnek a Winchester fivérek és a család segítségére sietnek.
A néha-néha felbukkanó árnykép azonban ellopja a fivérek felszerelését és fegyvereit, kiszúrja az Impala kerekeit, illetve Carterék kocsiját és kamionját, így azok Deanékkel együtt kénytelenek magukat a ház egyik szobájában meghúzni, körülhintve magukat sóval, mely megvédené őket démonok vagy szellemek ellen. Csakhogy a lány ismét megjelenik és átlépi a sóvonalat, majd késsel a kezében ráront az itt tartózkodókra. A támadót Deannek és Samnek sikerül elemlámpákkal elkergetnie, így már biztosra veszik, hogy csak egy halandó emberrel van dolguk.
Mialatt Sam kideríti, hogy a titokzatos lány Rebecca Gibson titkolt gyermeke, aki saját apjától, Billtől fogant nemi erőszak folyamán, Carterék kutyájának kínnyöszörgése hangzik fel, majd fiuknak is nyoma veszik. Míg Susan és Kate egy kinti faházban húzzák meg magukat, Dean Teddel, Sam pedig Briannel indul el, hogy Danny nyomára akadjanak. Deanék a falakban járatokat találnak, melyek egyikében megtalálják az itt élő lány "konyháját", benne rengeteg patkányhússal. Váratlanul a lány bukkan fel, késével átszúrja Ted agyát, majd eltűnik.
Dean csatlakozik Samhez és Brianhöz, majd egy fali kamrában rátalálnak a megkötözött Danny-re, ám a kijutás során Dean hátramarad, és szembekerül egy szintén a falakban élő fiúval, aki valószínűleg Rebecca másik vérbajjal fogant gyermeke. Dean kénytelen lelőni a teljesen megvadult fiút, mialatt Brian is megöli a felesége és lánya életére törő lányt.
A történtek után a család megköszöni a fivérek segítségét, akik ezután tovább indulnak, Dean viszont előtte közli öccsével, bűntudata van, amiért megölte azt a fiút, illetve amiért a Pokolban emberi lelkeket kínzott – élvezettel...

## Természetfeletti lények

### Lány és fiú a falban
A fiú és a lány Rebecca Gibson két gyermeke, akit annak idején megerőszakolt apja, Bill Gibson, így fogantak meg. Rebecca már hosszú évekkel ezelőtt felakasztotta magát házuk padlásán, míg gyerekei az épület falában találtak menedéket, itt éltek; patkányokat ettek, teljesen vad emberekké lettek.

## Időpontok és helyszínek
- 2008. decembere – Stratton, Nebraska